# James Hamilton McLean
James Hamilton McLean (Detroit, 17 juni 1936 – Connecticut, 11 november 2016) was een Amerikaanse malacoloog, gespecialiseerd in slakken en naaktslakken. Hij werkte van 1964 tot 2001 als curator aan het Natural History Museum of Los Angeles County en bleef daarna actief als curator emeritus tot zijn overlijden in 2016. Gedurende zijn carrière beschreef hij, samen met collega's, 344 taxa. Er zijn daarnaast minstens 37 soorten naar hem vernoemd, met de naam macleani en mcleani.

## Jeugd
In zijn tienerjaren hield James tropische vissen en verzamelde schelpen en andere vormen van zeeleven. Voor zijn familie werd al snel duidelijk dat er een carrière in de biologie voor hem in het verschiet lag. Hij volgde een zomercursus mariene biologie aan de Universiteit van Miami in 1955, gegeven door de bioloog Gilbert Voss. Dit wakkerde zijn passie verder aan.

## Professioneel leven
Hij studeerde af aan Wesleyan University in Middletown, Connecticut, in 1958 met een Bachelor of Arts in biologie en behaalde daarna zijn Ph.D. in biologie aan Stanford University onder begeleiding van de wereldberoemde malacoloog en paleontoloog Angeline Myra Keen in 1966, twee jaar nadat hij bij het Los Angeles County Museum of Natural History (LACM) was begonnen, nu bekend als het Natural History Museum of Los Angeles County.
James gebruikte zijn vaardigheden in SCUBA-duiken om de malacologische collectie van LACM uit te bouwen tot een van de grootste schelpdiercollecties ter wereld. Hij was een actief lid van verschillende malacologische organisaties, waaronder de American Malacological Union/Society (President, gastheer van de 55e jaarlijkse bijeenkomst, 1989), de Western Society of Malacologists (President, 1974), de San Diego Shell Club en was een langdurige sponsor van de Conchological Club of Southern California, die bijeenkwam in LACM.
James was ook lid van de Council of Systematic Malacologists en heeft gediend in de redactieraden van verschillende professionele tijdschriften, waaronder The Veliger, The Nautilus en The American Malacological Bulletin. Hij was de auteur of mede-auteur van meer dan 140 peer-reviewed artikelen, vergaderabstracts en populaire artikelen.

### Co-auteurs
James werkte met vele co-auteurs samen, waaronder George P. Kanakoff, Buzz Owen, Roy Poorman, Helen DuShane, Ian McT. Cowan, Jim Nybakken, Vera Fretter, Philippe Bouchet, Anders Warén, David Lindberg, Rae Baxter, Gerhard Haszprunar, Richard Kilburn, Carole Hickman, Stefan Kiel, Bill Emerson, Eugene Coan, Daniel Geiger, Jerry Harasewych, Serge Gofas en Ángel Valdés.

### Vernoemde soorten
Enkele soorten die naar McLean zijn vernoemd (niet-uitputtende lijst):
- Sinezona macleani
- Purpurellus macleani
- Coralliophila macleani
- Limatula macleani (tegenwoordig Limatula saturna)
- Macron mcleani
- Drillia macleani
- Americoliva mcleani

### Gepubliceerde taxa
McLean publiceerde met co-auteurs taxa in de periode 1959 - 2012.
- 1959: Decipifus gracilis [2]
- 1964: Lirularia bicostata, Solariella micraulax
- 1966: Scelidotoma, Diodora arnoldi [3]
- 1967: Lucapinella elenorae
- 1968: Epitonium huffmani, Epitonium shyorum, Amaea tehuanarum, Cranopsis decorata [4]
- 1970: Arene guttata, Arene echinata, Vermicularia frisbeyae, Turritella willetti, Natica brunneolinea, Natica sigillata, Cantharus berryi, Fusinus allyni, Tugali chilensis, Nesta galapagensis, Emarginula angusta, Emarginula dictya, Rimula astricta, Diodora punctifissa, Fissurella decemcostata, Leurolepas, Leurolepas roseola, Calliostoma gordanum, Calliostoma sanjaimense, Calliostoma veleroae, Calliostoma keenae, Calliostoma jacquelinae, Calliostoma santacruzanum, Bellaspira margaritensis, Bellaspira acclivicosta, Bellaspira clarionensis, Haliotis dalli roberti, Anatoma keenae, Fissurella morrisoni, Fissurella deroyae, Tegula bergeroni, Tegula corteziana, Tegula felipensis, Tegula picta, Tegula verdispira, Tegula verrucosa, Arene adusta, Arene ferruginosa, Arene stellata, Macrarene lepidoptera, Tricolia diantha, Echinolittorina albicarinata, Turritella parkeri, Niso emersoni, Nassarius shaskyi, Megastraea [5]
- 1971: Calliclava jaliscoensis, Calliclava lucida, Calliclava rhodina, Calliclava subtilis, Elaeocyma amplinucis, Elaeocyma melichroa, Kylix contracta, Kylix woodringi, Leptadrillia firmichorda, Syntomodrillia vitrea, Agladrillia badia, Agladrillia flucticulus, Agladrillia gorgonensis, Clathrodrillia berryi, Drillia inornata, Drillia tumida, Drillia valida, Cerodrillia asymmetrica, Splendrillia academica, Splendrillia arga, Splendrillia bratcherae, Fusiturricula andrei, Crassispira martiae, Crassispira coracina, Crassispira currani, Lioglyphostoma rectilabrum, Maesiella maesae, Carinodrillia lachrymosa, Compsodrillia gracilis, Compsodrillia olssoni, Compsodrillia opaca, Compsodrillia undatichorda, Borsonella abrupta, Borsonella galapagana, Mitromorpha baileyi, Mitromorpha granata, Clathurella maryae, Glyphostoma pustulosa, Glyphostoma scobina, Euclathurella acclivicallis, Acmaturris ampla, Thelecythara dushanae, Kurtzia elenensis, Kurtzia humboldti, Pyrgocythara angulosa, Daphnella gemmulifera, Daphnella retusa, Rimosodaphnella deroyae, Philbertia shaskyi, Kermia informa, Veprecula tornipila, Calliclava, Pyrgospira, Glossispira, Crassiclava, Gibbaspira, Doxospira, Maesiella, Strictispiridae, Strictispira, Cleospira, Nymphispira, Borsonellopsis, Clathurellidae, Bellacythara, Truncadaphne, Microdaphne
- 1979: Laevipilina, Laevipilina hyalina, Conus kohni [6]
- 1981: Neomphalus, Neomphalus fretterae, Lottia rothi, Lottia immaculata, Lottia mimica, Lottia smithi
- 1982: Maurea delli, Trophon bahamondei, Columbarium tomicici, Aeneator castillai, Merica stuardoi [7]
- 1984: Puncturella rothi, Margarites hickmanae, Lirularia discors, Halistylus genecoani, Homalopoma draperi, Clypeostoma nortoni, Spiromoelleria, Spiromoelleria kachemakensis
- 1985: Iothia lindbergi, Sequenzia quinni, Addisonia brophyi
- 1986: Medusafissurella, Dendrofissurella, Amblychilepas platyactis [8]
- 1987: Cataegis, Cataegis celebesensis, Kanoia meroglypta, Pyropeltidae, Pyropelta, Pyropelta musaica, Pyropelta corymba, Cocculina cowani, Cocculina baxteri [9][10]
- 1988: Bathyliotina glassi, Rotaliotina springsteeni, Amphiplica venezuelensis, Amphiplica knudseni, Yaquinabyssia careyi, Lepetodrilus, Lepetodrilus pustulosus, Lepetodrilus elevatus, Lepetodrilus galriftensis, Lepetodrilus ovalis, Lepetodrilus cristatus, Lepetodrilus guaymasensis, Lepetodrilus fucensis, Lepetodrilidae, Gorgoleptis, Gorgoleptis emarginatus, Gorgoleptis spiralis, Gorgoleptis patulus, Macrarene digitata [11][12][13]
- 1989: Peltospiridae, Peltospira, Peltospira operculata, Peltospira delicata, Nodopelta, Nodopelta heminoda, Nodopelta subnoda, Rhynchopelta, Rhynchopelta concentrica, Echinopelta, Echinopelta fistulosa, Hirtopelta, Hirtopelta hirta, Sutilizonidae, Temnocinclis, Temnocinclis euripes, Temnozaga, Temnozaga parilis, Sutilizona theca, Clypeosectidae, Clypeosectus, Clypeosectus delectus, Cylpeosectus curvus, Pseudorimula, Pseudorimula marianae [14][15]
- 1990: Sutilizona, Symmetromphalus, Symmetromphalus regularis, Neolepetopsidae, Neolepetopsis, Neolepetopsis gordensis, Neolepetopsis densata, Neolepetopsis verruca, Neolepetopsis occulta, Eulepetopsis, Eulepetopsis vitrea, Paralepetopsis, Paralepetopsis floridensis, Lepetopsidae, Moelleriinae, Prisogasterinae [16]
- 1991: Punctabyssia, Punctabyssia tibbettsi, Caymanabyssia, Caymanabyssia fosteri, Caymanabyssia vandoverae, Amphiplica, Amphiplica gordensis
- 1992: Buridrillia deroyorum, Pseudorimula midatlantica, Choristella marshalli, Choristella nofronii, Choristella ponderi, Choristella hickmanae, Bichoristes, Bichoristes wareni, Cocculina craigsmithi, Pyropelta wakefieldi [17][18][19]
- 1993: Lepetodrilus tevnianus, Lepetodrilus corrugaus
- 1995: Benthobulbus, Pseudosabinella, Ocenotrophon, Retimohnia, Grandicrepidula, Pseudotaranis, Cocculina messingi, Cocculina emsoni, Coccopigya mikkelsenae, Notocrater houbricki, Notocrater youngi, Kaiparapelta askewi [20][21]
- 1996: Bathyphytophilus diegensis, Homalopoma cordellensis, Megomphalus schmiederi, Boreotrophon kabati, Boreotrophon hazardi, Scabrotrophon, Scabrotrophon grovesi, Scabrotrophon clarki, Crockerella scotti [22]
- 1998: Manganesepta, Manganesepta hessleri, Profundisepta, Clathrosepta, Clathrosepta depressa, Clathrosepta becki, Cornisepta, Cornisepta levinae, Cornisepta verenae [23]
- 2000: Torellivelutina, Subniso, Retidrillia, Perimangelia [20]
- 2007: Liotipoma, Liotipoma wallisensis [24]
- 2008: Neolepetopsis nicolasensis, Paralepetopsis clementensis, Paralepetopsis tunnicliffae [25]
- 2010: Sinezona kayae, Sinezona hawaiiensis, Sinezona carolarum, Coronadoa demisispira, Anatoma alternatisculpta, Anatoma disciformis, Anatoma plicatazona, Anatoma peruviana, Anatoma bathypacifica [26]
- 2011: Hemimarginula, Octomarginula, Variegemarginula [27]
- 2012: Liotipomatinae, Liotipoma mutabilis, Liotipoma dimorpha, Liotipoma magna, Liotipoma lifouensis, Liotipoma solaris, Liotipoma splendida, Liotipoma clausa, Depressipoma, Depressipoma kwajaleina, Depressipoma laddi, Rhombipoma, Rhombipoma rowleyana, Paraliotipoma, Paraliotipoma sirenkoi, Areneidae, Xeniostomatinae, Xeniostoma, Xeniostoma inexpectans [28]